# Walentina Wassiljewa
Walentina Wassiljewa (russisch Валентина Васильева, engl. Transkription Valentina Vasilyeva; * 1921) ist eine ehemalige sowjetische Weitspringerin und Sprinterin.
Bei den Leichtathletik-Europameisterschaften 1946 in Oslo gewann sie Bronze im Weitsprung und in der 4-mal-100-Meter-Staffel.
Ihre persönliche Bestleistung im Weitsprung von 5,76 m stellte sie 1949 auf.